# Luce Marina
Luce Marina, Lusmarigna, Luzmarinach, Lusmarignach  o Luccomarignago (in croato: Lucmarinjak) è un isolotto disabitato della Dalmazia settentrionale in Croazia; si trova nel mare Adriatico a sud di Curba Grande e fa parte delle isole Incoronate. Amministrativamente appartiene al comune Morter-Incoronate, nella regione di Sebenico e Tenin.

## Geografia
L'isolotto, che si trova 1 km a sud di Curba Grande, è situato tra Ocluzze (a nord-ovest, a 850 m) e gli isolotti Opus (a sud-est). La distanza da Opus Inferiore, il maggiore degli Opus, è di 940 m. Luce Marina fa parte degli isolotti più meridionali delle Incoronate e a sud-ovest si affaccia sul mare aperto. Di forma ovale, lungo circa 500 m, ha una superficie di 0,101 km², uno sviluppo costiero di 1,25 km e un'altezza di 43,3 m.

### Isole adiacenti
- Ocluzze (Oključ), a nord-ovest.
- Isolotti Opus (Puh), a sud-est.

### Cartografia
- (HR) Mappa topografica della Croazia 1:25000, su preglednik.arkod.hr. URL consultato il 7 ottobre 2017.
- G. Giani, Carta prospettiva delle Comuni censuarie della Dalmazia, foglio 6, 1839. Fondo Miscellanea cartografica catastale, Archivio di Stato di Trieste.
- Carta di cabottaggio del mare Adriatico, foglio VII, Milano, Istituto geografico militare, 1822-1824. URL consultato il 6 luglio 2017 (archiviato dall'url originale il 13 aprile 2013).